# 16908 Ґрезеленберґ
16908 Ґрезеленберґ (16908 Groeselenberg) — астероїд головного поясу, відкритий 17 лютого 1998 року.
Тіссеранів параметр щодо Юпітера — 3,488.